# Лаборд, Жермен
Жермен Лаборд (фр. Germaine Laborde; 10 мая 1905, Оран — не ранее 1934) — французская актриса
, модель, победительница национального конкурса красоты Мисс Франция 1929.

## Биография
Родилась в Алжире. Баскского происхождения. Её родители были оперными артистами. Училась пению и игре на арфе в консерватории Бордо, затем продолжила семейную традицию, начав карьеру оперной певицы, выступала на сцене театра Трианон в Париже.
В 1920-х годах пробовала свои силы в конкурсах красоты и была избрана «самой красивой баскиной» в Сен-Жан-де-Люзе. В 1928 году стала мисс Гасконь.
2 февраля 1929 года была избрана Мисс Франция 1929 среди 180 претенденток.
Сыграла в фильме «Chacun sa chance» (1930) с Жаном Габеном в главной роли.